# Pachystylidium hirsutum
Pachystylidium hirsutum là một loài thực vật có hoa trong họ Đại kích. Loài này được (Blume) Pax & K.Hoffm. mô tả khoa học đầu tiên năm 1919.